# Madeiradagen
Madeiradagen (portugisiska: Dia da Madeira), firas den 1 juli. Det var den dagen 1976 som Portugal gav Madeira självstyre. Fastän bara Madeira firar dagen officiellt, firar portugiser och portugisiska invandrare över hela världen också denna dag. Bland annat i Storbritannien.